# 1889年鐵路
此條目列出1889年發生有關鐵路運輸的事件。

## 事件

### 1月
- 1月16日：水戶鐵道通車。

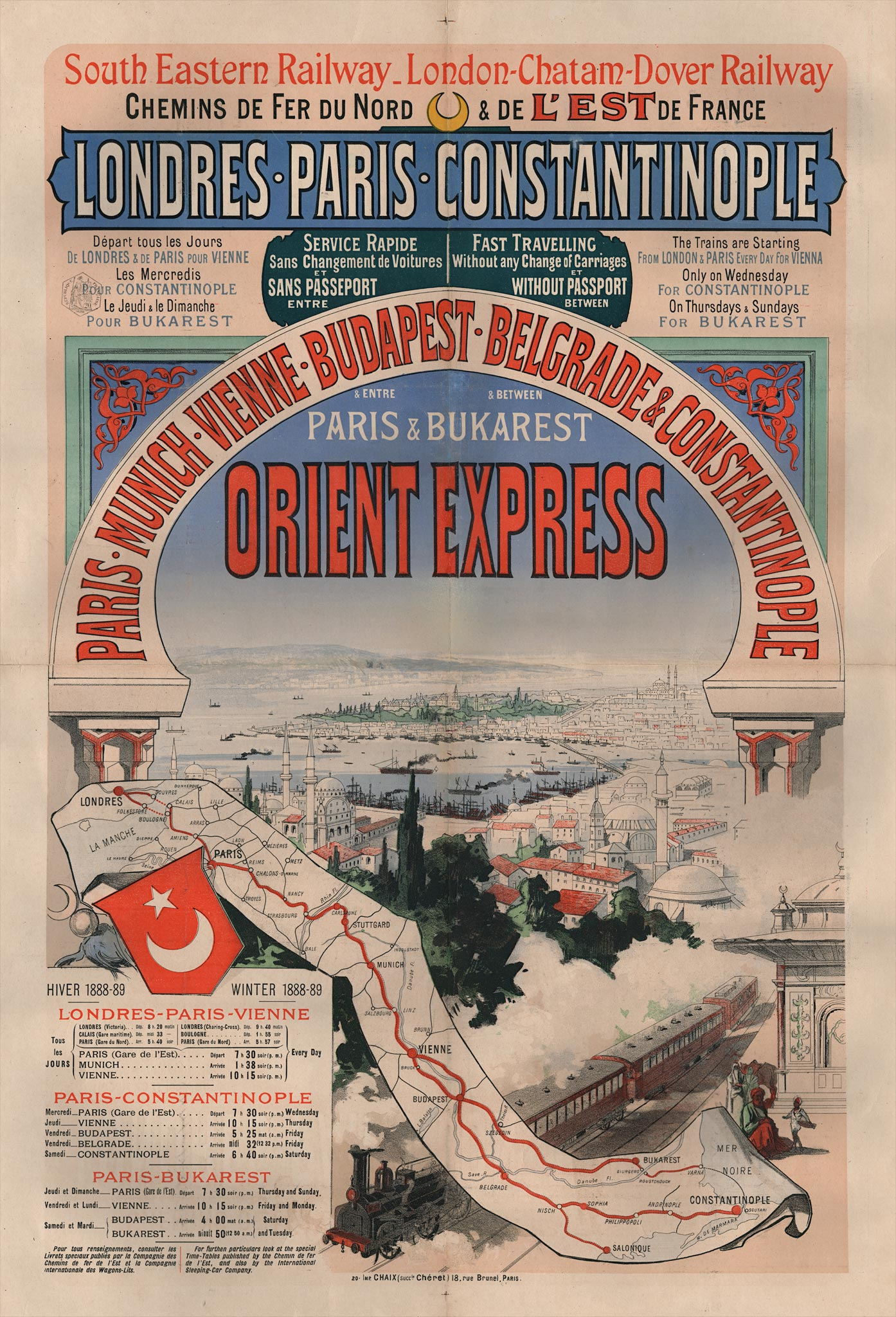
1889年東方快車廣告

### 4月
- 4月30日：劉銘傳鐵路試運轉的路段延長至水返腳火車碼頭（今汐止車站）。

### 6月
- 6月1日：首列東方快車由巴黎開往君士坦丁堡。
- 6月12日：愛爾蘭發生阿馬鐵路事故（英语：Armagh rail disaster），出軌的列車與後來的列車相撞，造成80人死亡，並促使英國國會通過1889年鐵路規例法案（英语：Regulation of Railways Act 1889），強制使用煞車和訊號系統[1]。
- 6月30日：克里夫蘭、辛辛那提、芝加哥及聖路易斯鐵路（英语：Cleveland, Cincinnati, Chicago and St. Louis Railroad），吸收了克里夫蘭、哥倫布、辛辛那他及印第安納波利斯鐵路公司（英语：Cleveland, Columbus, Cincinnati and Indianapolis Railway Company）、辛辛那提、印第安納波利斯、聖路易斯及芝加哥鐵路公司（英语：Cincinnati, Indianapolis, St. Louis and Chicago Railway Company）及印第安納波利斯及聖路易斯鐵路公司（英语：Indianapolis and St. Louis Railway Company）。

### 7月
- 7月1日：官設鐵道新橋至神戶全線通車。

### 9月
- 9月1日：山陽鐵道神戶至兵庫段通車。
- 9月18日：明尼阿波利斯及聖克盧德鐵路（英语：Minneapolis and St. Cloud Railroad）重組成為大北方鐵路（英语：Great Northern Railway (U.S.)）[2]
- 9月30日：帕麥斯頓至杉樹溪鐵路通車，是北澳洲鐵路（英语：North Australia Railway）的一部分[3]。

### 10月
- 10月15日：阿姆斯特丹中央車站啟用。

### 11月
- 11月7日：阿奇森、托皮卡及聖塔菲鐵路（英语：Atchison, Topeka and Santa Fe Railway）將加州的若干分支鐵路併合成南加利福尼亞鐵路（英语：Southern California Railway）[4]。